# Instintos ocultos
Instintos ocultos (título original en inglés Voyagers) es una película de ciencia ficción estadounidense de 2021, escrita, coproducida y dirigida por Neil Burger. Está protagonizada por Tye Sheridan, Lily-Rose Depp, Fionn Whitehead, Colin Farrell, Chanté Adams, Isaac Hempstead-Wright, Viveik Kalra, Archie Renaux, Archie Madekwe y Quintessa Swindell, y sigue a un grupo de astronautas adolescentes enviados a una misión multigeneracional en el año 2063 para colonizar un exoplaneta habitable en medio del cambio climático desbocado y la disminución de la habitabilidad en la Tierra, que descienden a la paranoia y al conflicto social después de descubrir que sus personalidades y emociones estaban siendo reprimidas artificialmente. Ha sido descrito como «El señor de las moscas en el espacio». La película se estrenó en cines el 9 de abril de 2021 por Lionsgate y tuvo un desempeño en taquilla muy pobre, recaudando únicamente 4,2 millones de dólares frente a un presupuesto de producción de 29 millones de dólares.

## Argumento
En 2063, los astrofísicos de una Tierra devastada por el cambio climático encuentran un planeta habitable. Se envía una misión de exploración, aunque el vuelo de 86 años significa que los nietos de los astronautas de la tripulación de lanzamiento serán los que lleguen al planeta. Para ayudar a la tripulación de lanzamiento a sobrellevar el conocimiento de que sus vidas restantes probablemente las pasarán principalmente en vuelo, los 30 miembros originales de la tripulaciónse crían mediante fecundación in vitro (FIV) y se mantienen aislados del resto del mundo. Para extender su tiempo de vuelo, son lanzados en la nave espacial Humanitas cuando son preadolescentes, con un solo adulto, el comandante sénior del programa, Richard (Colin Farrell), para guiarlos durante la primera parte del viaje. Para conservar los recursos, el plan es que la FIV se realice cuando la tripulación cumpla 24 años y se repita en esos descendientes cuando cumplan 24 años.
Durante el décimo año del vuelo, Christopher (Tye Sheridan) y Zac (Fionn Whitehead) descubren que a los adolescentes adultos se les da una sustancia química azul en la comida para suprimir el deseo sexual y la respuesta de placer, manteniéndolos dóciles y manejables. La pareja deja de tomar el químico y sus hormonas en aumento los llevan a volverse competitivos, descuidados y ansiosos por tener relaciones sexuales, específicamente con su compañera de tripulación Sela (Lily-Rose Depp), quien ha sido entrenada para ser la directora médico.
Durante un trabajo reparación fuera de Humanitas para abordar un sistema de comunicación terrestre fallido, Richard, que se ha desempeñado como oficial en jefe, muere, aparentemente por una entidad invisible, y un incendio daña más sistemas de la nave. Christopher es elegido como el nuevo director general, lo que molesta a Zac, quien luego les dice a los demás que dejen de ingerir el químico. La misión desciende a la locura, ya que muchos de los hombres y mujeres jóvenes vuelven a su estado más primitivo.
Zac les dice a los demás que un extraterrestre mató a Richard, que los protegerá y les permitirá comer toda la comida (muy conservada) que quieran, y convence a todos menos a cinco de que lo sigan a él en lugar de a Christopher. Christopher y Sela, que se han convertido en pareja, encuentran y reparan un disco de video que revela que Zac mató a Richard, lo que precipitó más daños en los sistemas, al conectar la electricidad a la matriz de comunicaciones mientras Richard trabajaba en ella. Muestran las nuevas pruebas a los demás, pero Zac aún convence a muchos de que un extraterrestre habita en la nave, lo que lleva a muchos a seguir a Zac.
Christopher, sin darse cuenta, lleva a Zac a un compartimento oculto en la nave, que resulta ser armas para que sus nietos las usen en el planeta. Christopher, Sela y Phoebe (Chanté Adams) son los únicos que se resisten. Phoebe muere y la manada busca a Christopher y Sela. La pareja engaña a Zac para que sea expulsado al espacio y la paz vuelve a Humanitas. Luego, Sela es elegida directora general. La tripulación decide renunciar permanentemente al químico azul y aprender a manejar sus emociones naturales, además de enamorarse y tener hijos de forma natural, en lugar de mediante FIV como se había planeado originalmente.
Décadas más tarde, Humanitas y su tripulación multigeneracional llegan al planeta, que desde la órbita parece ser tan parecido a la Tierra como se esperaba.

## Reparto
- Tye Sheridan como Christopher
- Lily-Rose Depp como Sela
- Fionn Whitehead como Zac
- Colin Farrell como Richard
- Chanté Adams como Phoebe
- Viveik Kalra como Peter
- Archie Madekwe como Kai
- Quintessa Swindell como Julie

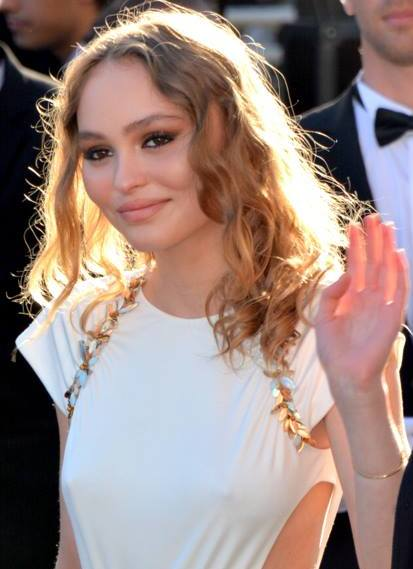
Lily-Rose Depp la protagonista principal de la película en el Festival Internacional de Cine de Cannes de 2017

- Isaac Hempstead Wright como Edward
- Madison Hu como Anda
- Archie Renaux como Álex
- Wern Lee como Tayo
- Verónica Falcón como Marianne Sancar
- Lou Llobell como Zandie

## Producción
El proyecto se anunció en enero de 2019, con Neil Burger como escritor y director de la película. La película fue ampliamente descrita por los críticos y el personal como «El señor de las moscas en el espacio». En abril de 2019, Colin Farrell, Tye Sheridan, Lily-Rose Depp y Fionn Whitehead fueron elegidos como los personajes principales de la película, y que el rodaje comenzaría en Rumania en junio. En junio de 2019, Viveik Kalra, Quintessa Swindell, Archie Madekwe y Archie Renaux se unieron al elenco de la película como personajes secundarios, y la productora canadiense Lionsgate fue elegido como distribuidora de la película.
El rodaje de la película comenzó en Rumanía el 17 de junio de 2019.

## Estreno

### En cines
Originalmente estaba programado para estrenarse el 25 de noviembre de 2020, pero su calendario se retrasó significativamente debido a las consecuencias de la pandemia de COVID-19, que afectó negativamente la producción de una cantidad sustancial de películas. Posteriormente se reprogramó para su estreno el 9 de abril de 2021.

### Recaudación
En Estados Unidos y Canadá, Voyagers se estrenó en 1972 cines, ganó 500 000 $ en su primer día y 1,4 millones $ durante su primer fin de semana, terminando quinta en la taquilla. La película cayó más del 43,5 %, y apenas recaudó 779 317 $, en su segundo fin de semana, terminando sexto.

### En formato casero
la película se estrenó en DVD, Blu-ray y Ultra HD Blu-ray el 15 de junio de 2021 por Lionsgate Home Entertainment.

## Recepción
El agregador de reseñas Rotten Tomatoes informó que el 26 % de 136 críticos le dieron a la película una reseña positiva, con una calificación promedio de 5,00/10. El consenso crítico del sitio web afirma: «Tiene un elenco que da mucho juegos y una premisa llena de potencial, pero Voyagers se desplaza en una órbita familiar en lugar de explorar completamente sus temas intrigantes».
Metacritic asignó un puntaje promedio ponderado de 44 sobre 100 basado en 34 críticos, lo que indica «críticas mixtas o promedio». El público encuestado por CinemaScore le dio a la película una calificación promedio de "C" en una escala de A+ a F, mientras que PostTrak informó que el 53 % de los miembros de su audiencia le dieron una puntuación positiva, y solo el 27 % afirmó que sin duda la recomendaría.